# Pričević
Pričević (em cirílico: Причевић) é uma vila da Sérvia localizada no município de Valjevo, pertencente ao distrito de Kolubara. A sua população era de 402 habitantes segundo o censo de 2011.

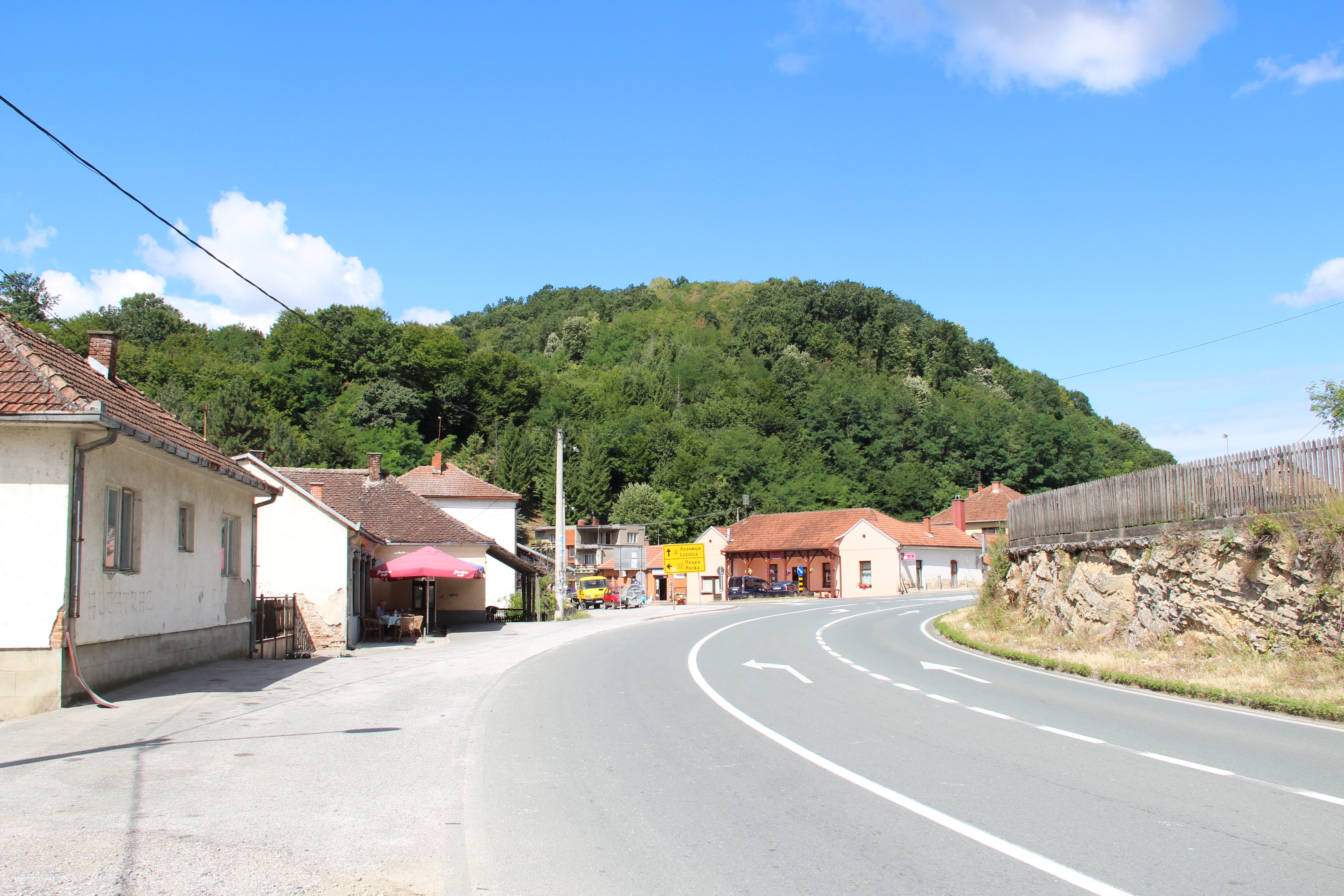
Pričević - centro
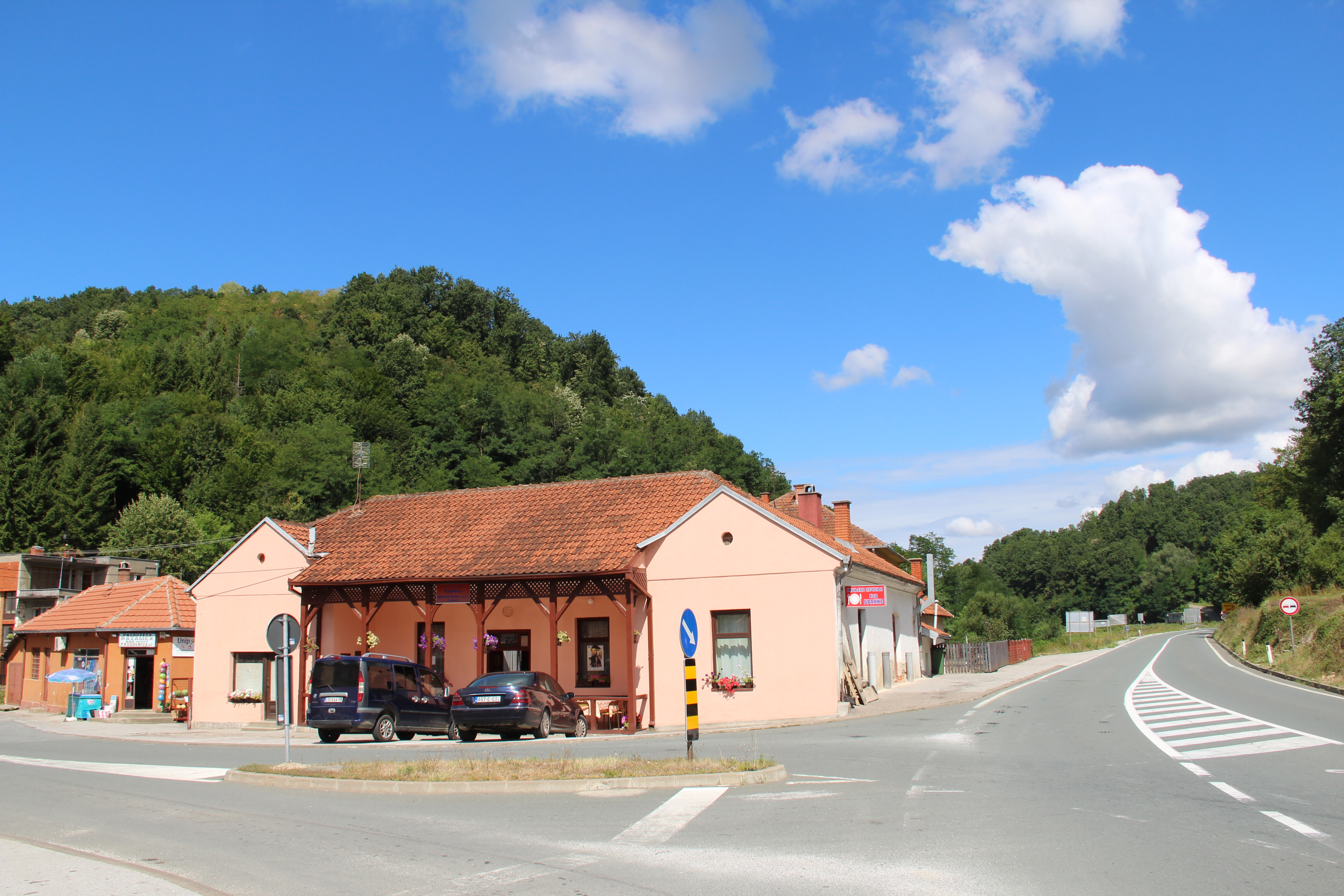
Pričević - centro
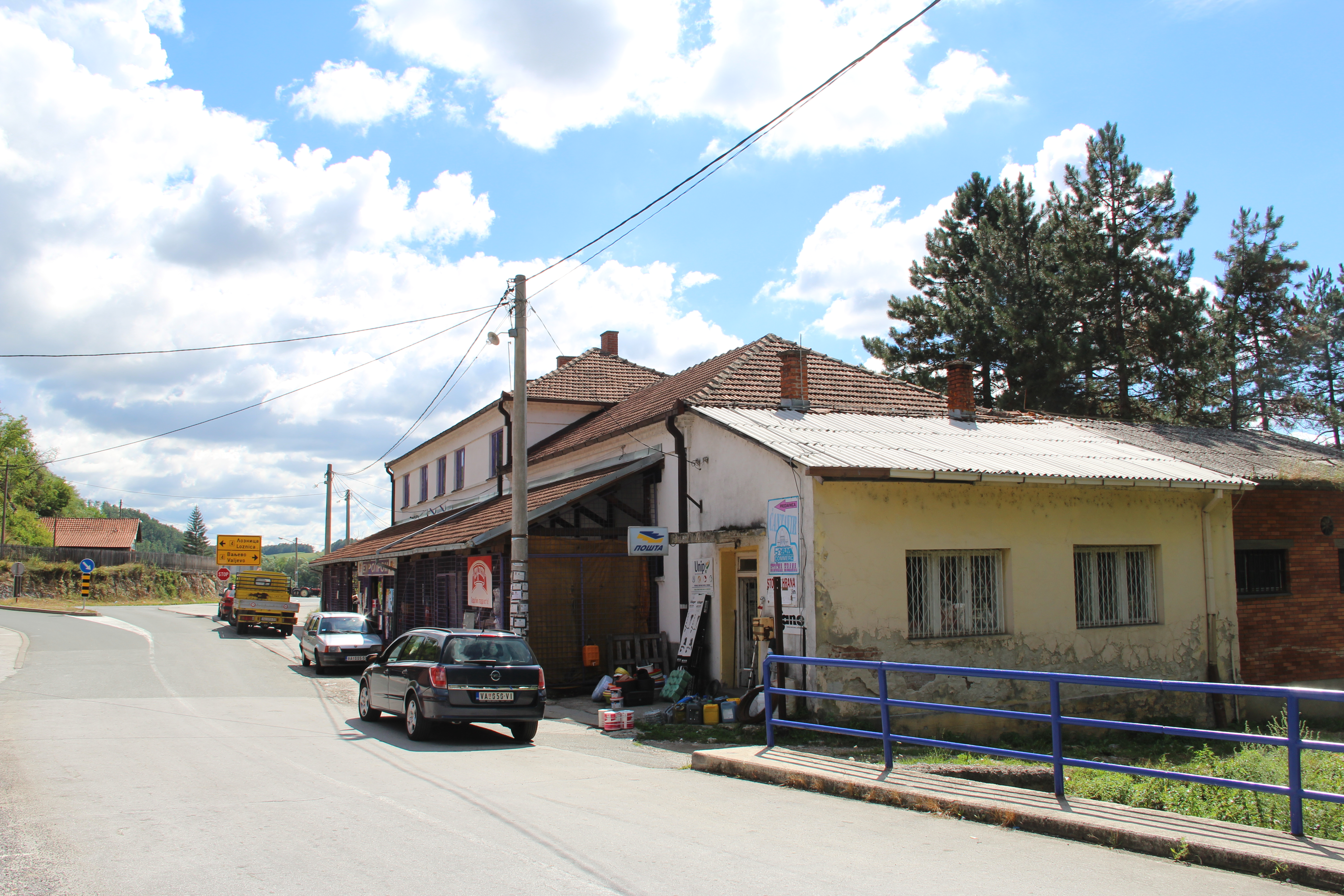
Pričević - centro
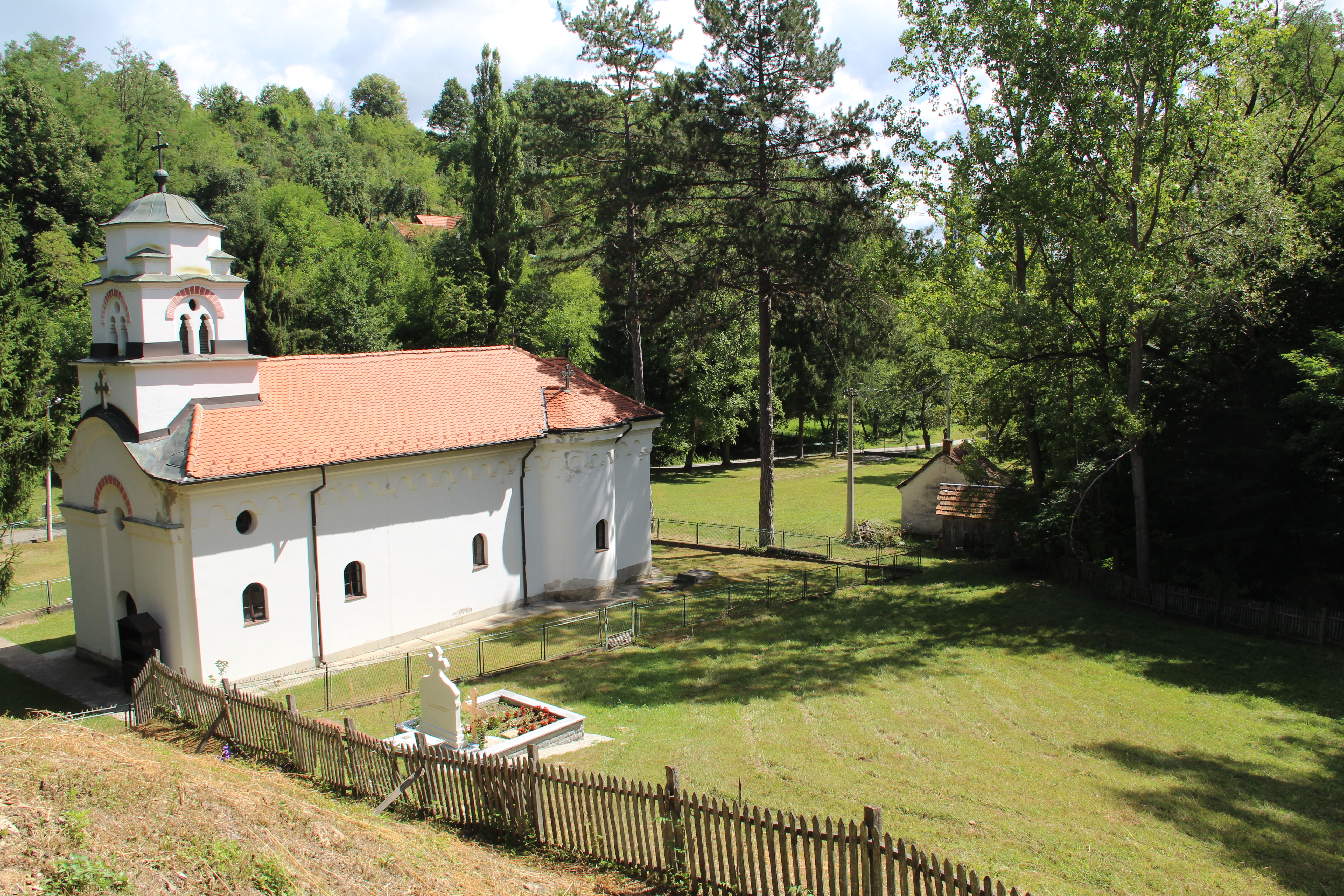
Pričević - Igreja
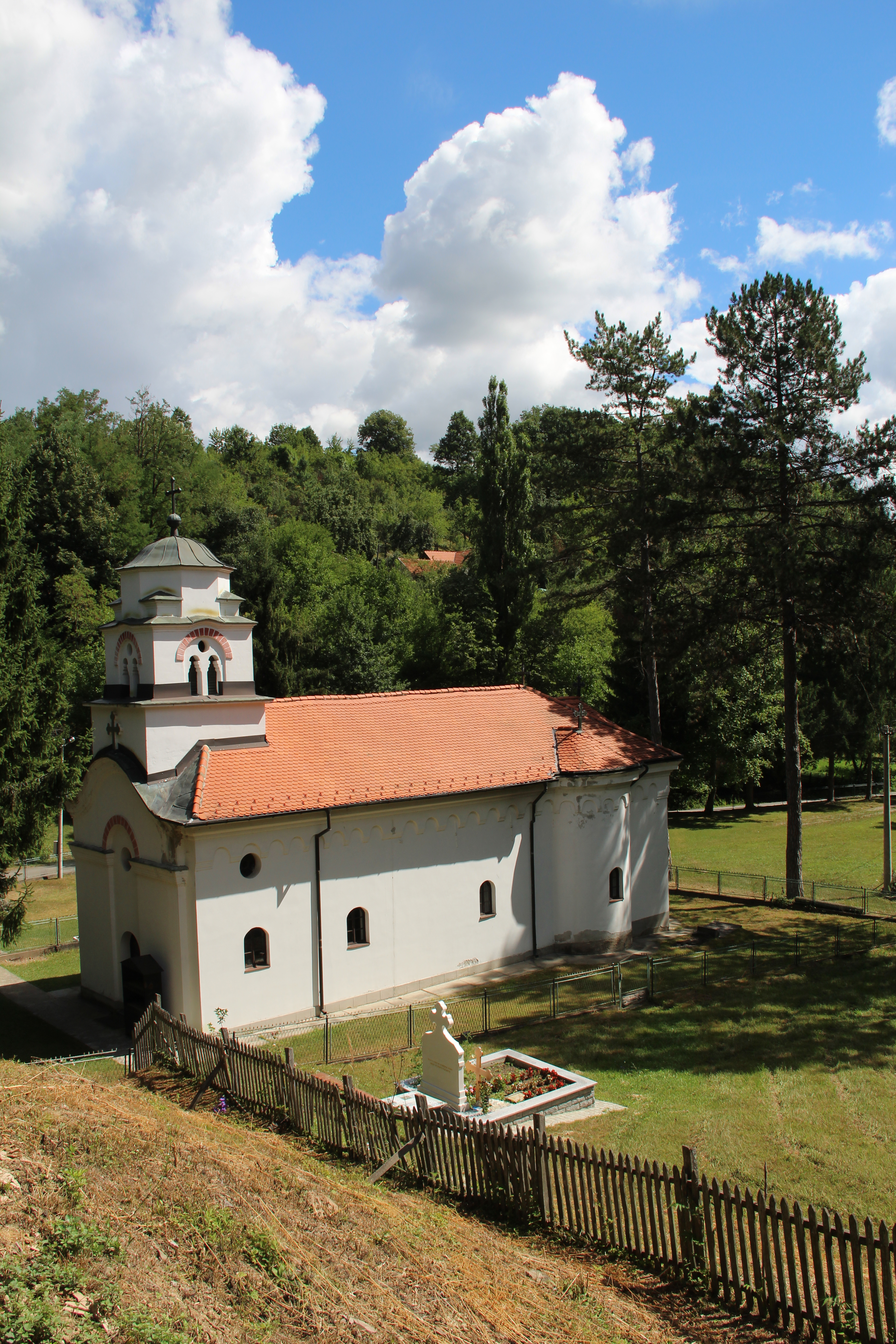
Pričević - Igreja
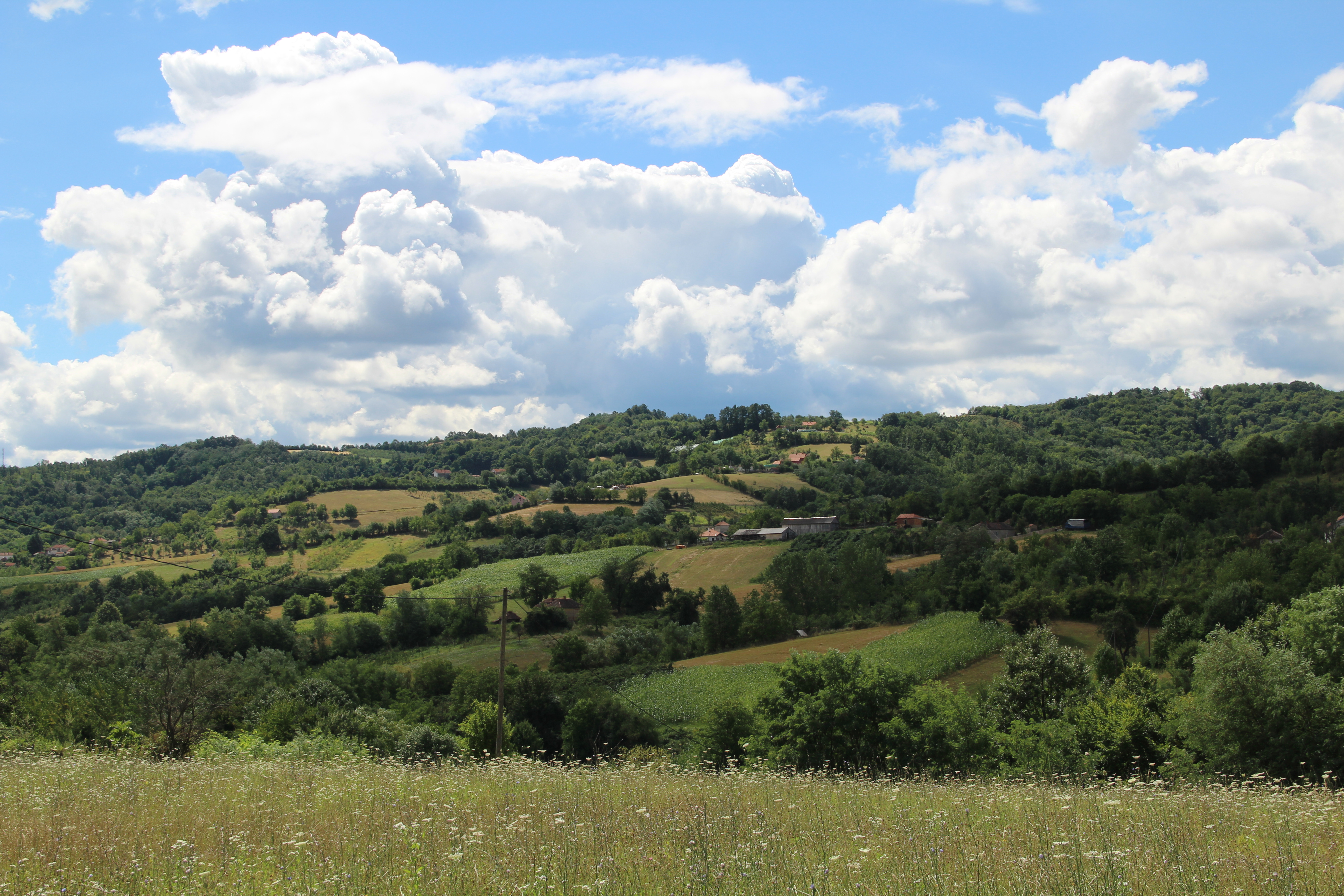
Pričević - Panorama
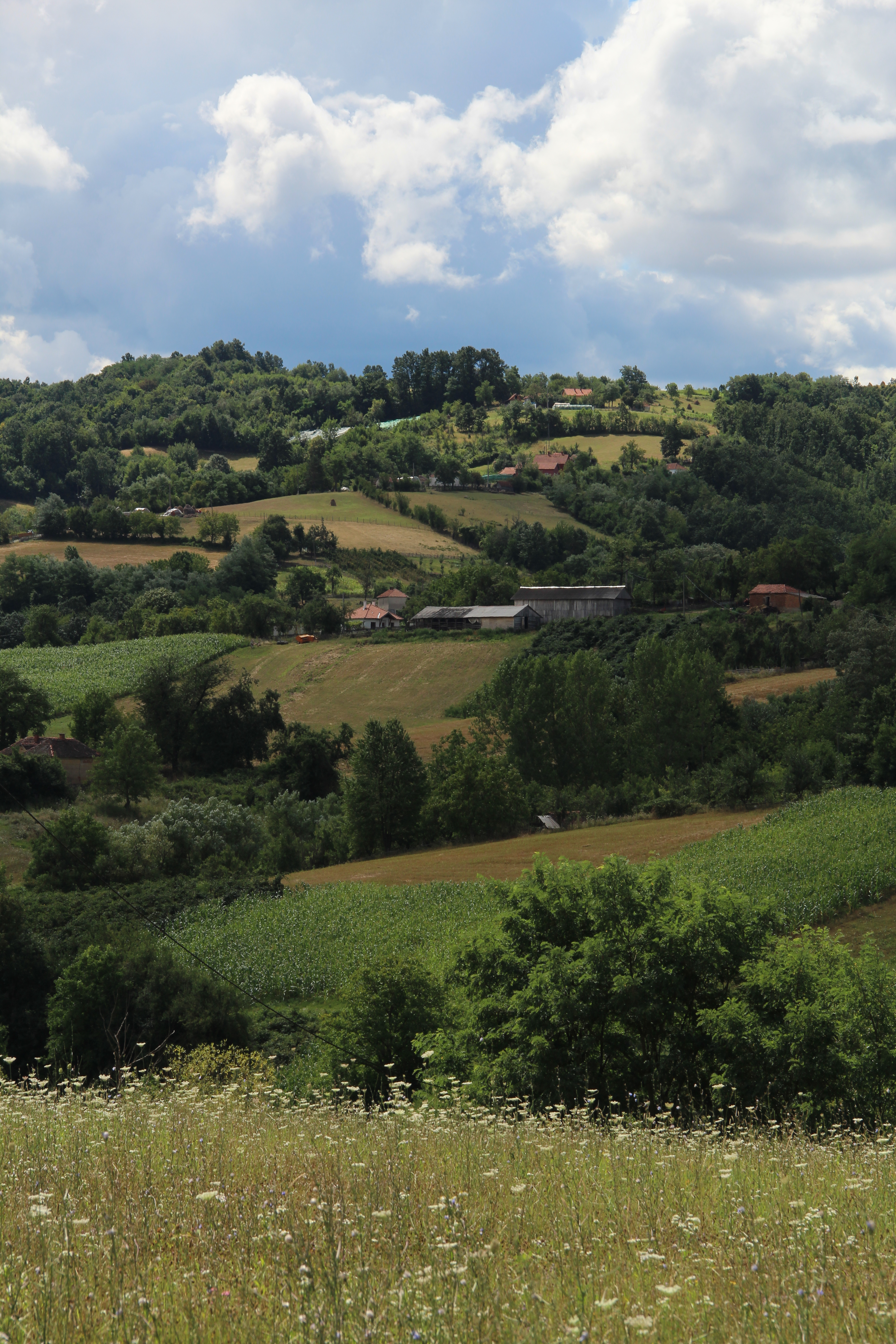
Pričević - Panorama
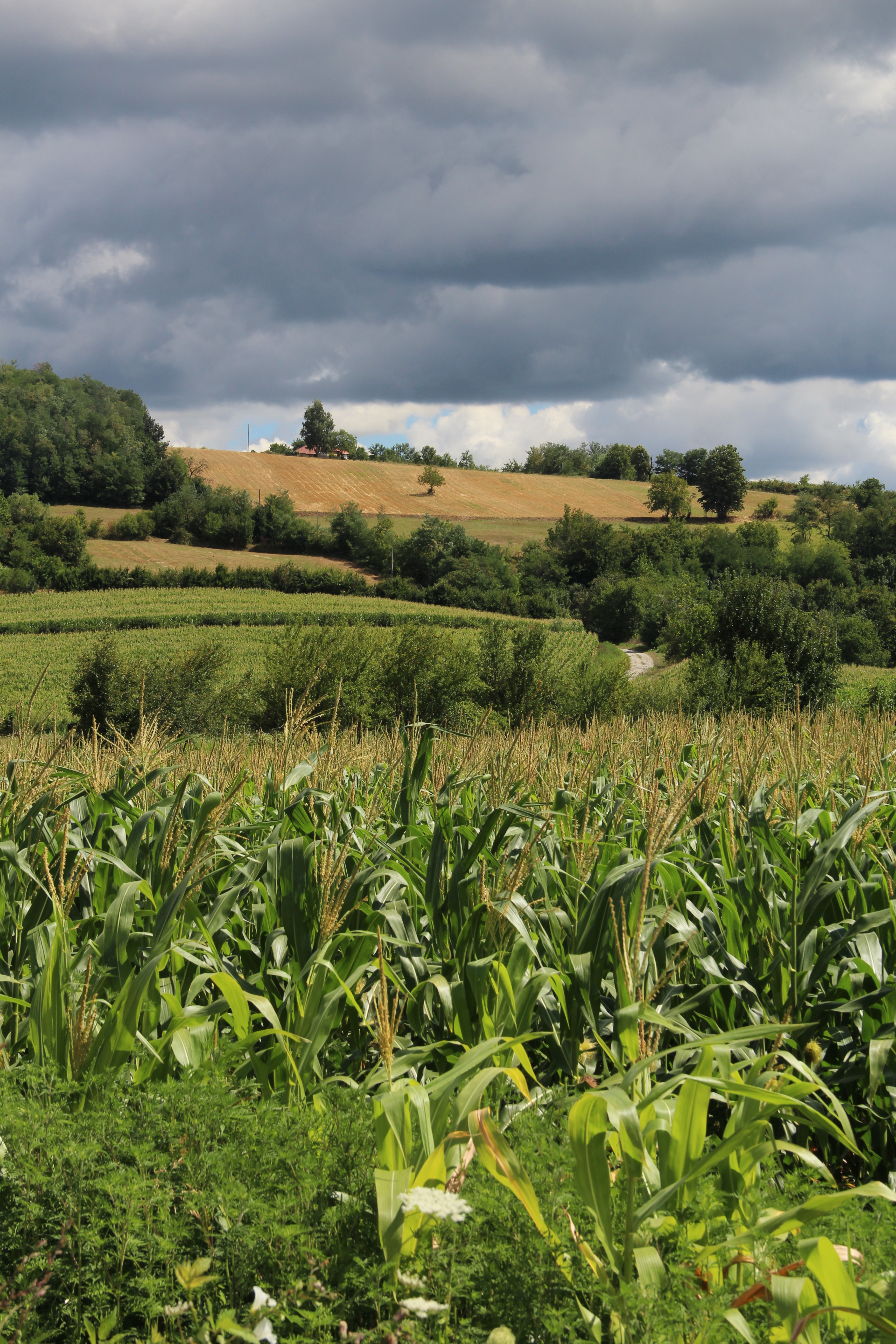
Pričević - Panorama
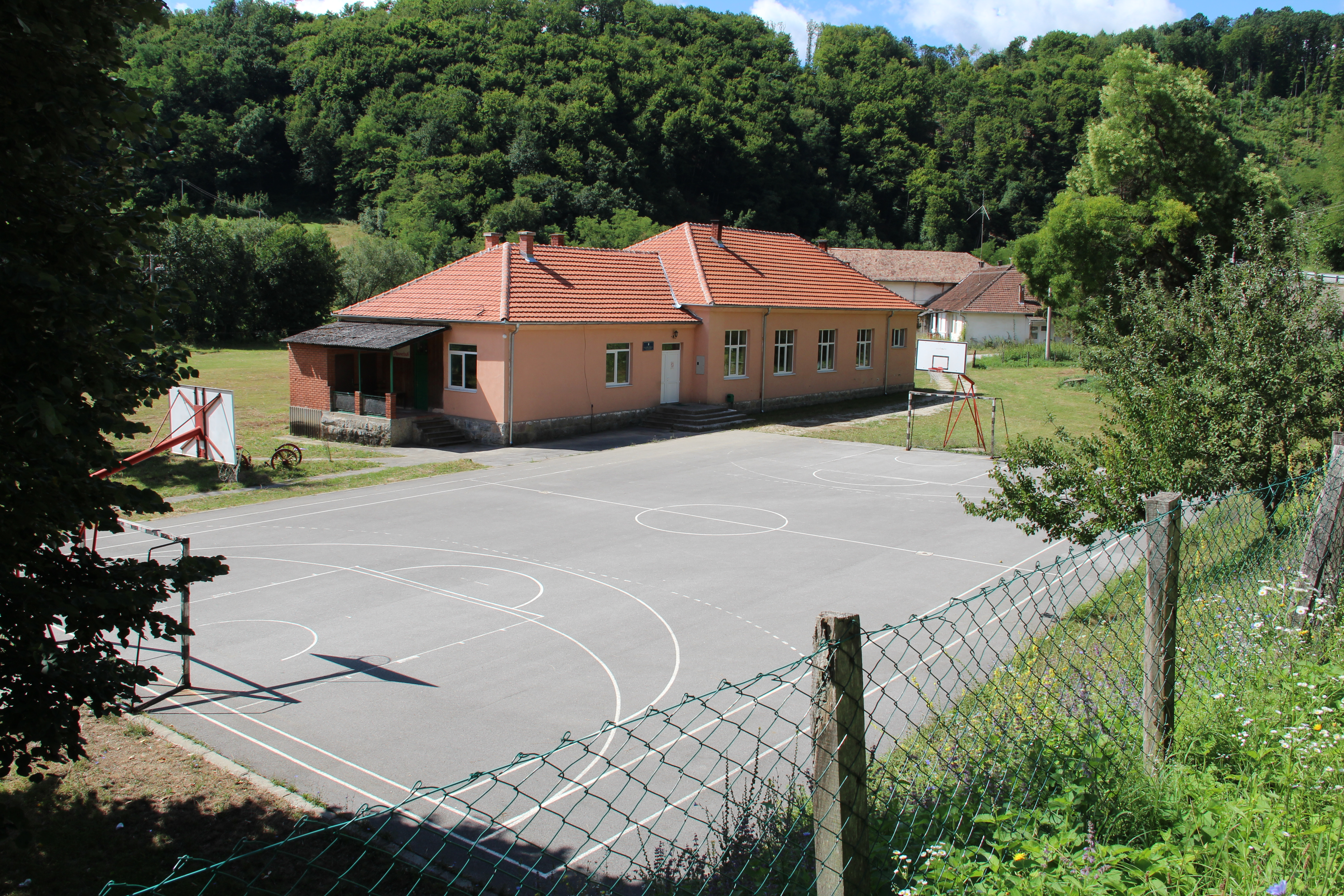
Pričević - Escola

## Demografia
| 1948  | 1953  | 1961  | 1971 | 1981 | 1991 | 2002 | 2011 |
| ----- | ----- | ----- | ---- | ---- | ---- | ---- | ---- |
| 1 264 | 1 263 | 1 144 | 979  | 795  | 643  | 519  | 402  |